# Бел (Оклахома)
Бел (енгл. Bell) насељено је место без административног статуса у америчкој савезној држави Оклахома.

## Демографија
По попису из 2010. године број становника је 535, што је 67 (-11,1%) становника мање него 2000. године.
| Група             | 2000.       | 2010.       |
| Белци             | 213 (35,4%) | 178 (33,3%) |
| Афроамериканци    | 2 (0,3%)    | 2 (0,4%)    |
| Азијати           | 0 (0,0%)    | 0 (0,0%)    |
| Хиспаноамериканци | 4 (0,7%)    | 7 (1,3%)    |
| Укупно            | 602         | 535         |